# Suanaquilda
Suanaquilda de Baviera o Suanagilda de Baviera a vegades Swanagilda, Swanahilda o Swanaquilda (vers 705/710 † després del 741) fiu una princesa bavaresa de la família dels Agilolfings, casada el 725 amb Carles Martell, duc dels Francs, amb el qual va tenir a Gripó.

## Origen familiar

### Certeses
Només les certeses que es tenen a propòsit dels parentius de Suanaquilda són les següents:
- El continuador de Fredegari explica que

| « | Al final de l'any [725], havent reunit un gran nombre de tropes, ell [Carles Martell] va passar el Rin, va recórrer el país dels alemanys i dels sueus, es va avançar fins al Danubi, i en travessant-lo va ocupar el país dels bavaresos; havent-lo sotmès va entrar a França amb molts tresors i una certa matrona anomenada Bilitruda, així com la seva neboda Soniquilda | » |

- Eginhard, anota als annales que durant

| « | aquest any [741] , Carles va morir, deixant per a hereus tres fill, Carloman, és clar i Pipí, així com Gripó, qui havia nascut d'una menor (aliança), tenint una mare de nom Swanahilde, neboda d'Odiló, duc de Baviera | » |

.
- una lletania del Líber confraternitatum augiensis donant els primers sobirans i sobiranes carolíngies la qualifica de régina el que no fa per a les dues altres esposes de Carles Martell.[notes 3] El context no permet agafar el sentit de reina, i Regina significava igualment princesa reial, el que implica la pertinença de Swanagilda a la família merovíngia o agilolfinga, i més probablement a la segona família, basant-se en les seves relacions bavareses.[1]

### Reconstitució familiar tradicional
Tradicionalment, els historiadors reprenen la genealogia següent, que es pot trobar, entre d'altres, a Pierre Riché:
|                          |                          |                          |                          |                          |                          |       |       |                                |                                |                                |                                |                                     |                                     |                                     |                                     | Teodó II duc de Baviera             |                                     |                            |         |         |         |  |  |                          |                          |                          |                          |                          |                          |  |  |                           |                           |                           |                           |                           |                           |  |  |  |  |  |  |  |  |  |  |  |  |  |  |  |  |  |  |  |  |  |  |  |  |  |  |
|                          |                          |                          |                          |                          |                          |       |       |                                |                                |                                |                                |                                     |                                     |                                     |                                     |                                     |                                     |                            |         |         |         |  |  |                          |                          |                          |                          |                          |                          |  |  |                           |                           |                           |                           |                           |                           |  |  |  |  |  |  |  |  |  |  |  |  |  |  |  |  |  |  |  |  |  |  |  |  |  |  |
|                          |                          |                          |                          |                          |                          |       |       |                                |                                |                                |                                |                                     |                                     |                                     |                                     |                                     |                                     |                            |         |         |         |  |  |                          |                          |                          |                          |                          |                          |  |  |                           |                           |                           |                           |                           |                           |  |  |  |  |  |  |  |  |  |  |  |  |  |  |  |  |  |  |  |  |  |  |  |  |  |  |
| Teodebald duc de Baviera | Teodebald duc de Baviera | Teodebald duc de Baviera | Teodebald duc de Baviera | Teodebald duc de Baviera | Teodebald duc de Baviera |       |       |                                |                                |                                |                                | Grimoald duc de Baviera x Beletruda | Grimoald duc de Baviera x Beletruda | Grimoald duc de Baviera x Beletruda | Grimoald duc de Baviera x Beletruda | Grimoald duc de Baviera x Beletruda | Grimoald duc de Baviera x Beletruda |                            |         |         |         |  |  | Teodebert duc de Baviera | Teodebert duc de Baviera | Teodebert duc de Baviera | Teodebert duc de Baviera | Teodebert duc de Baviera | Teodebert duc de Baviera |  |  | Tassiló II duc de Baviera | Tassiló II duc de Baviera | Tassiló II duc de Baviera | Tassiló II duc de Baviera | Tassiló II duc de Baviera | Tassiló II duc de Baviera |  |  |  |  |  |  |  |  |  |  |  |  |  |  |  |  |  |  |  |  |  |  |  |  |  |  |
| Teodebald duc de Baviera | Teodebald duc de Baviera | Teodebald duc de Baviera | Teodebald duc de Baviera | Teodebald duc de Baviera | Teodebald duc de Baviera |       |       |                                |                                |                                |                                | Grimoald duc de Baviera x Beletruda | Grimoald duc de Baviera x Beletruda | Grimoald duc de Baviera x Beletruda | Grimoald duc de Baviera x Beletruda | Grimoald duc de Baviera x Beletruda | Grimoald duc de Baviera x Beletruda |                            |         |         |         |  |  | Teodebert duc de Baviera | Teodebert duc de Baviera | Teodebert duc de Baviera | Teodebert duc de Baviera | Teodebert duc de Baviera | Teodebert duc de Baviera |  |  | Tassiló II duc de Baviera | Tassiló II duc de Baviera | Tassiló II duc de Baviera | Tassiló II duc de Baviera | Tassiló II duc de Baviera | Tassiló II duc de Baviera |  |  |  |  |  |  |  |  |  |  |  |  |  |  |  |  |  |  |  |  |  |  |  |  |  |  |
| Swanagilda               | Swanagilda               | Swanagilda               | Swanagilda               | Swanagilda               | Swanagilda               |       |       | Carles Martell duc dels Francs | Carles Martell duc dels Francs | Carles Martell duc dels Francs | Carles Martell duc dels Francs | Carles Martell duc dels Francs      | Carles Martell duc dels Francs      |                                     |                                     | Rotruda                             | Rotruda                             | Rotruda                    | Rotruda | Rotruda | Rotruda |  |  | Hugbert duc de Baviera   | Hugbert duc de Baviera   | Hugbert duc de Baviera   | Hugbert duc de Baviera   | Hugbert duc de Baviera   | Hugbert duc de Baviera   |  |  |                           |                           |                           |                           |                           |                           |  |  |  |  |  |  |  |  |  |  |  |  |  |  |  |  |  |  |  |  |  |  |  |  |  |  |
| Swanagilda               | Swanagilda               | Swanagilda               | Swanagilda               | Swanagilda               | Swanagilda               |       |       | Carles Martell duc dels Francs | Carles Martell duc dels Francs | Carles Martell duc dels Francs | Carles Martell duc dels Francs | Carles Martell duc dels Francs      | Carles Martell duc dels Francs      |                                     |                                     | Rotruda                             | Rotruda                             | Rotruda                    | Rotruda | Rotruda | Rotruda |  |  | Hugbert duc de Baviera   | Hugbert duc de Baviera   | Hugbert duc de Baviera   | Hugbert duc de Baviera   | Hugbert duc de Baviera   | Hugbert duc de Baviera   |  |  |                           |                           |                           |                           |                           |                           |  |  |  |  |  |  |  |  |  |  |  |  |  |  |  |  |  |  |  |  |  |  |  |  |  |  |
|                          |                          |                          |                          |                          |                          |       |       |                                |                                |                                |                                |                                     |                                     |                                     |                                     |                                     |                                     |                            |         |         |         |  |  |                          |                          |                          |                          |                          |                          |  |  |                           |                           |                           |                           |                           |                           |  |  |  |  |  |  |  |  |  |  |  |  |  |  |  |  |  |  |  |  |  |  |  |  |  |  |
|                          |                          |                          |                          | Gripó                    | Gripó                    | Gripó | Gripó | Gripó                          | Gripó                          |                                |                                | Hiltruda                            | Hiltruda                            | Hiltruda                            | Hiltruda                            | Hiltruda                            | Hiltruda                            |                            |         |         |         |  |  | Odiló duc de Baviera     | Odiló duc de Baviera     | Odiló duc de Baviera     | Odiló duc de Baviera     | Odiló duc de Baviera     | Odiló duc de Baviera     |  |  |                           |                           |                           |                           |                           |                           |  |  |  |  |  |  |  |  |  |  |  |  |  |  |  |  |  |  |  |  |  |  |  |  |  |  |
|                          |                          |                          |                          | Gripó                    | Gripó                    | Gripó | Gripó | Gripó                          | Gripó                          |                                |                                | Hiltruda                            | Hiltruda                            | Hiltruda                            | Hiltruda                            | Hiltruda                            | Hiltruda                            |                            |         |         |         |  |  | Odiló duc de Baviera     | Odiló duc de Baviera     | Odiló duc de Baviera     | Odiló duc de Baviera     | Odiló duc de Baviera     | Odiló duc de Baviera     |  |  |                           |                           |                           |                           |                           |                           |  |  |  |  |  |  |  |  |  |  |  |  |  |  |  |  |  |  |  |  |  |  |  |  |  |  |
|                          |                          |                          |                          |                          |                          |       |       |                                |                                |                                |                                |                                     |                                     |                                     |                                     |                                     |                                     |                            |         |         |         |  |  |                          |                          |                          |                          |                          |                          |  |  |                           |                           |                           |                           |                           |                           |  |  |  |  |  |  |  |  |  |  |  |  |  |  |  |  |  |  |  |  |  |  |  |  |  |  |
|                          |                          |                          |                          |                          |                          |       |       |                                |                                |                                |                                |                                     |                                     |                                     |                                     |                                     |                                     | Tassiló III duc de Baviera |         |         |         |  |  |                          |                          |                          |                          |                          |                          |  |  |                           |                           |                           |                           |                           |                           |  |  |  |  |  |  |  |  |  |  |  |  |  |  |  |  |  |  |  |  |  |  |  |  |  |  |

### Una altra hipòtesi de reconstitució familiar
Però aquesta reconstitució clàssica no dona explicació del fet que Odiló és oncle de Swanagilda. Des de fa un segle, el coneixement dels Agilolfings ha millorat i certs fets i vincles de parentiu han estat posats al dia:
- Al començament del segle viii, una abadessa de Nonnberg es diu Ragentruda i és qualificada de duquessa de Baviera. Es tractaria de l'esposa de Teodebert i la mare d'Hugobert, tots els dos ducs de Baviera. El testament d'Adela de Pfalzel, menciona les seves germanes, una Ragentruda (identificada amb la duquessa de Baviera) i una Plectruda (identificada a la dona del majordom de palau Pipí el Jove), el que en fa una filla del senescal Hugobert[3] El nom de Belectruda està vinculat a Plectruda, i podria ser una filla d'un primer matrimoni de Ragentruda.[4]

- Erich Zollner ha mostrat el 1915 que Odiló era un fill de Godofreu, duc d'Alamània i Karl-August Eckhardt ha proposat de veure en l'esposa de Godofreu una filla o una germana de Teodó II.[5]

Aquests descobriments permeten a Christian Settipani proposar el quadre següent:
|                             |                             |                             |                             |                             |                             |                   |                   |                          |                          |                          |                          |                          |                          |  |  |                                 |                                 |                                 |                                 |                                 |                                 |  |  |                           |                           |                           |                           |                           |                           |  |  |                             |                             |                             |                             |                             |                             |  |  | Teodó I duc de Baviera    |                           |                           |                           |                           |                           |  |  |                     |                     |                     |                     |                     |                     |  |  |                          |                          |                          |                          |                          |                          |                         |                         |                            |                            |                            |                            |                            |                            |  |  |  |  |  |  |
|                             |                             |                             |                             |                             |                             |                   |                   |                          |                          |                          |                          |                          |                          |  |  |                                 |                                 |                                 |                                 |                                 |                                 |  |  |                           |                           |                           |                           |                           |                           |  |  |                             |                             |                             |                             |                             |                             |  |  |                           |                           |                           |                           |                           |                           |  |  |                     |                     |                     |                     |                     |                     |  |  |                          |                          |                          |                          |                          |                          |                         |                         |                            |                            |                            |                            |                            |                            |  |  |  |  |  |  |
|                             |                             |                             |                             |                             |                             |                   |                   |                          |                          |                          |                          |                          |                          |  |  |                                 |                                 |                                 |                                 |                                 |                                 |  |  |                           |                           |                           |                           |                           |                           |  |  |                             |                             |                             |                             |                             |                             |  |  |                           |                           |                           |                           |                           |                           |  |  |                     |                     |                     |                     |                     |                     |  |  |                          |                          |                          |                          |                          |                          |                         |                         |                            |                            |                            |                            |                            |                            |  |  |  |  |  |  |
|                             |                             |                             |                             | Hugobert senescal           | Hugobert senescal           | Hugobert senescal | Hugobert senescal | Hugobert senescal        | Hugobert senescal        |                          |                          |                          |                          |  |  |                                 |                                 |                                 |                                 |                                 |                                 |  |  |                           |                           |                           |                           |                           |                           |  |  | Teodó II duc de Baviera     | Teodó II duc de Baviera     | Teodó II duc de Baviera     | Teodó II duc de Baviera     | Teodó II duc de Baviera     | Teodó II duc de Baviera     |  |  |                           |                           |                           |                           |                           |                           |  |  |                     |                     |                     |                     |                     |                     |  |  |                          |                          |                          |                          |                          |                          |                         |                         |                            |                            |                            |                            |                            |                            |  |  |  |  |  |  |
|                             |                             |                             |                             | Hugobert senescal           | Hugobert senescal           | Hugobert senescal | Hugobert senescal | Hugobert senescal        | Hugobert senescal        |                          |                          |                          |                          |  |  |                                 |                                 |                                 |                                 |                                 |                                 |  |  |                           |                           |                           |                           |                           |                           |  |  | Teodó II duc de Baviera     | Teodó II duc de Baviera     | Teodó II duc de Baviera     | Teodó II duc de Baviera     | Teodó II duc de Baviera     | Teodó II duc de Baviera     |  |  |                           |                           |                           |                           |                           |                           |  |  |                     |                     |                     |                     |                     |                     |  |  |                          |                          |                          |                          |                          |                          |                         |                         |                            |                            |                            |                            |                            |                            |  |  |  |  |  |  |
|                             |                             |                             |                             |                             |                             |                   |                   |                          |                          |                          |                          |                          |                          |  |  |                                 |                                 |                                 |                                 |                                 |                                 |  |  |                           |                           |                           |                           |                           |                           |  |  |                             |                             |                             |                             |                             |                             |  |  |                           |                           |                           |                           |                           |                           |  |  |                     |                     |                     |                     |                     |                     |  |  |                          |                          |                          |                          |                          |                          |                         |                         |                            |                            |                            |                            |                            |                            |  |  |  |  |  |  |
| Plectruda x Pipí d'Héristal | Plectruda x Pipí d'Héristal | Plectruda x Pipí d'Héristal | Plectruda x Pipí d'Héristal | Plectruda x Pipí d'Héristal | Plectruda x Pipí d'Héristal |                   |                   | NN                       | NN                       | NN                       | NN                       | NN                       | NN                       |  |  | Ragentruda abadessa de Nonnberg | Ragentruda abadessa de Nonnberg | Ragentruda abadessa de Nonnberg | Ragentruda abadessa de Nonnberg | Ragentruda abadessa de Nonnberg | Ragentruda abadessa de Nonnberg |  |  | Teodebert duc de Baviera  | Teodebert duc de Baviera  | Teodebert duc de Baviera  | Teodebert duc de Baviera  | Teodebert duc de Baviera  | Teodebert duc de Baviera  |  |  | Grimoald duc de Baviera     | Grimoald duc de Baviera     | Grimoald duc de Baviera     | Grimoald duc de Baviera     | Grimoald duc de Baviera     | Grimoald duc de Baviera     |  |  | Teobald duc de Baviera    | Teobald duc de Baviera    | Teobald duc de Baviera    | Teobald duc de Baviera    | Teobald duc de Baviera    | Teobald duc de Baviera    |  |  | Ne                  | Ne                  | Ne                  | Ne                  | Ne                  | Ne                  |  |  |                          |                          |                          |                          | Godofreu duc d'Alamània  | Godofreu duc d'Alamània  | Godofreu duc d'Alamània | Godofreu duc d'Alamània | Godofreu duc d'Alamània    | Godofreu duc d'Alamània    |                            |                            |                            |                            |  |  |  |  |  |  |
| Plectruda x Pipí d'Héristal | Plectruda x Pipí d'Héristal | Plectruda x Pipí d'Héristal | Plectruda x Pipí d'Héristal | Plectruda x Pipí d'Héristal | Plectruda x Pipí d'Héristal |                   |                   | NN                       | NN                       | NN                       | NN                       | NN                       | NN                       |  |  | Ragentruda abadessa de Nonnberg | Ragentruda abadessa de Nonnberg | Ragentruda abadessa de Nonnberg | Ragentruda abadessa de Nonnberg | Ragentruda abadessa de Nonnberg | Ragentruda abadessa de Nonnberg |  |  | Teodebert duc de Baviera  | Teodebert duc de Baviera  | Teodebert duc de Baviera  | Teodebert duc de Baviera  | Teodebert duc de Baviera  | Teodebert duc de Baviera  |  |  | Grimoald duc de Baviera     | Grimoald duc de Baviera     | Grimoald duc de Baviera     | Grimoald duc de Baviera     | Grimoald duc de Baviera     | Grimoald duc de Baviera     |  |  | Teobald duc de Baviera    | Teobald duc de Baviera    | Teobald duc de Baviera    | Teobald duc de Baviera    | Teobald duc de Baviera    | Teobald duc de Baviera    |  |  | Ne                  | Ne                  | Ne                  | Ne                  | Ne                  | Ne                  |  |  |                          |                          |                          |                          | Godofreu duc d'Alamània  | Godofreu duc d'Alamània  | Godofreu duc d'Alamània | Godofreu duc d'Alamània | Godofreu duc d'Alamània    | Godofreu duc d'Alamània    |                            |                            |                            |                            |  |  |  |  |  |  |
|                             |                             |                             |                             |                             |                             |                   |                   |                          |                          |                          |                          |                          |                          |  |  |                                 |                                 |                                 |                                 |                                 |                                 |  |  |                           |                           |                           |                           |                           |                           |  |  |                             |                             |                             |                             |                             |                             |  |  |                           |                           |                           |                           |                           |                           |  |  |                     |                     |                     |                     |                     |                     |  |  |                          |                          |                          |                          |                          |                          |                         |                         |                            |                            |                            |                            |                            |                            |  |  |  |  |  |  |
|                             |                             |                             |                             |                             |                             |                   |                   |                          |                          |                          |                          |                          |                          |  |  |                                 |                                 |                                 |                                 |                                 |                                 |  |  |                           |                           |                           |                           |                           |                           |  |  |                             |                             |                             |                             |                             |                             |  |  |                           |                           |                           |                           |                           |                           |  |  |                     |                     |                     |                     |                     |                     |  |  |                          |                          |                          |                          |                          |                          |                         |                         |                            |                            |                            |                            |                            |                            |  |  |  |  |  |  |
|                             |                             |                             |                             |                             |                             |                   |                   | Beletruda =(?) Plectruda | Beletruda =(?) Plectruda | Beletruda =(?) Plectruda | Beletruda =(?) Plectruda | Beletruda =(?) Plectruda | Beletruda =(?) Plectruda |  |  | Hugbert duc de Baviera          | Hugbert duc de Baviera          | Hugbert duc de Baviera          | Hugbert duc de Baviera          | Hugbert duc de Baviera          | Hugbert duc de Baviera          |  |  | Tassiló II duc de Baviera | Tassiló II duc de Baviera | Tassiló II duc de Baviera | Tassiló II duc de Baviera | Tassiló II duc de Baviera | Tassiló II duc de Baviera |  |  |                             |                             |                             |                             |                             |                             |  |  | Imma abadessa de Nonnberg | Imma abadessa de Nonnberg | Imma abadessa de Nonnberg | Imma abadessa de Nonnberg | Imma abadessa de Nonnberg | Imma abadessa de Nonnberg |  |  | Leutfrid agilolfing | Leutfrid agilolfing | Leutfrid agilolfing | Leutfrid agilolfing | Leutfrid agilolfing | Leutfrid agilolfing |  |  | Teodebald duc d'Alamània | Teodebald duc d'Alamània | Teodebald duc d'Alamània | Teodebald duc d'Alamània | Teodebald duc d'Alamània | Teodebald duc d'Alamània |                         |                         | Odiló duc de Baviera       | Odiló duc de Baviera       | Odiló duc de Baviera       | Odiló duc de Baviera       | Odiló duc de Baviera       | Odiló duc de Baviera       |  |  |  |  |  |  |
|                             |                             |                             |                             |                             |                             |                   |                   | Beletruda =(?) Plectruda | Beletruda =(?) Plectruda | Beletruda =(?) Plectruda | Beletruda =(?) Plectruda | Beletruda =(?) Plectruda | Beletruda =(?) Plectruda |  |  | Hugbert duc de Baviera          | Hugbert duc de Baviera          | Hugbert duc de Baviera          | Hugbert duc de Baviera          | Hugbert duc de Baviera          | Hugbert duc de Baviera          |  |  | Tassiló II duc de Baviera | Tassiló II duc de Baviera | Tassiló II duc de Baviera | Tassiló II duc de Baviera | Tassiló II duc de Baviera | Tassiló II duc de Baviera |  |  |                             |                             |                             |                             |                             |                             |  |  | Imma abadessa de Nonnberg | Imma abadessa de Nonnberg | Imma abadessa de Nonnberg | Imma abadessa de Nonnberg | Imma abadessa de Nonnberg | Imma abadessa de Nonnberg |  |  | Leutfrid agilolfing | Leutfrid agilolfing | Leutfrid agilolfing | Leutfrid agilolfing | Leutfrid agilolfing | Leutfrid agilolfing |  |  | Teodebald duc d'Alamània | Teodebald duc d'Alamània | Teodebald duc d'Alamània | Teodebald duc d'Alamània | Teodebald duc d'Alamània | Teodebald duc d'Alamània |                         |                         | Odiló duc de Baviera       | Odiló duc de Baviera       | Odiló duc de Baviera       | Odiló duc de Baviera       | Odiló duc de Baviera       | Odiló duc de Baviera       |  |  |  |  |  |  |
|                             |                             |                             |                             |                             |                             |                   |                   |                          |                          |                          |                          |                          |                          |  |  |                                 |                                 |                                 |                                 |                                 |                                 |  |  |                           |                           |                           |                           |                           |                           |  |  |                             |                             |                             |                             |                             |                             |  |  |                           |                           |                           |                           |                           |                           |  |  |                     |                     |                     |                     |                     |                     |  |  |                          |                          |                          |                          |                          |                          |                         |                         |                            |                            |                            |                            |                            |                            |  |  |  |  |  |  |
|                             |                             |                             |                             |                             |                             |                   |                   |                          |                          |                          |                          |                          |                          |  |  |                                 |                                 |                                 |                                 |                                 |                                 |  |  |                           |                           |                           |                           |                           |                           |  |  | Suanagilda x Carles Martell | Suanagilda x Carles Martell | Suanagilda x Carles Martell | Suanagilda x Carles Martell | Suanagilda x Carles Martell | Suanagilda x Carles Martell |  |  |                           |                           |                           |                           |                           |                           |  |  |                     |                     |                     |                     |                     |                     |  |  |                          |                          |                          |                          |                          |                          |                         |                         | Tassiló III duc de Baviera | Tassiló III duc de Baviera | Tassiló III duc de Baviera | Tassiló III duc de Baviera | Tassiló III duc de Baviera | Tassiló III duc de Baviera |  |  |  |  |  |  |

## Biografia
Com ho explica Fredegari, Swanagilda era una princesa agilolfinga capturada el 725 pels exèrcits de Carles Martell en el moment d'una campanya d'aquest últim a Baviera. Carles, que s'acaba d'enviudar de Rotruda, es va casar amb ella poc després. Va donar a llum un fill, Gripó. Ambiciosa, intenta convèncer el seu marit de deixar al seu fill una part important del regne, i Carles li acaba acceptant el repartiment del regne en tres i li va deixar la part central.
A la mort de Carles Martell, els seus dos fills grans, Carloman i Pipí apartaren al seu germanastre i partiren el regne en dos. Swanagilda va empenyer llavors al seu fill a la revolta, però foren vençuts. Gripó fou empresonat, mentre que la seva mare fou relegada al monestir de Chelles.